# Matija Čop

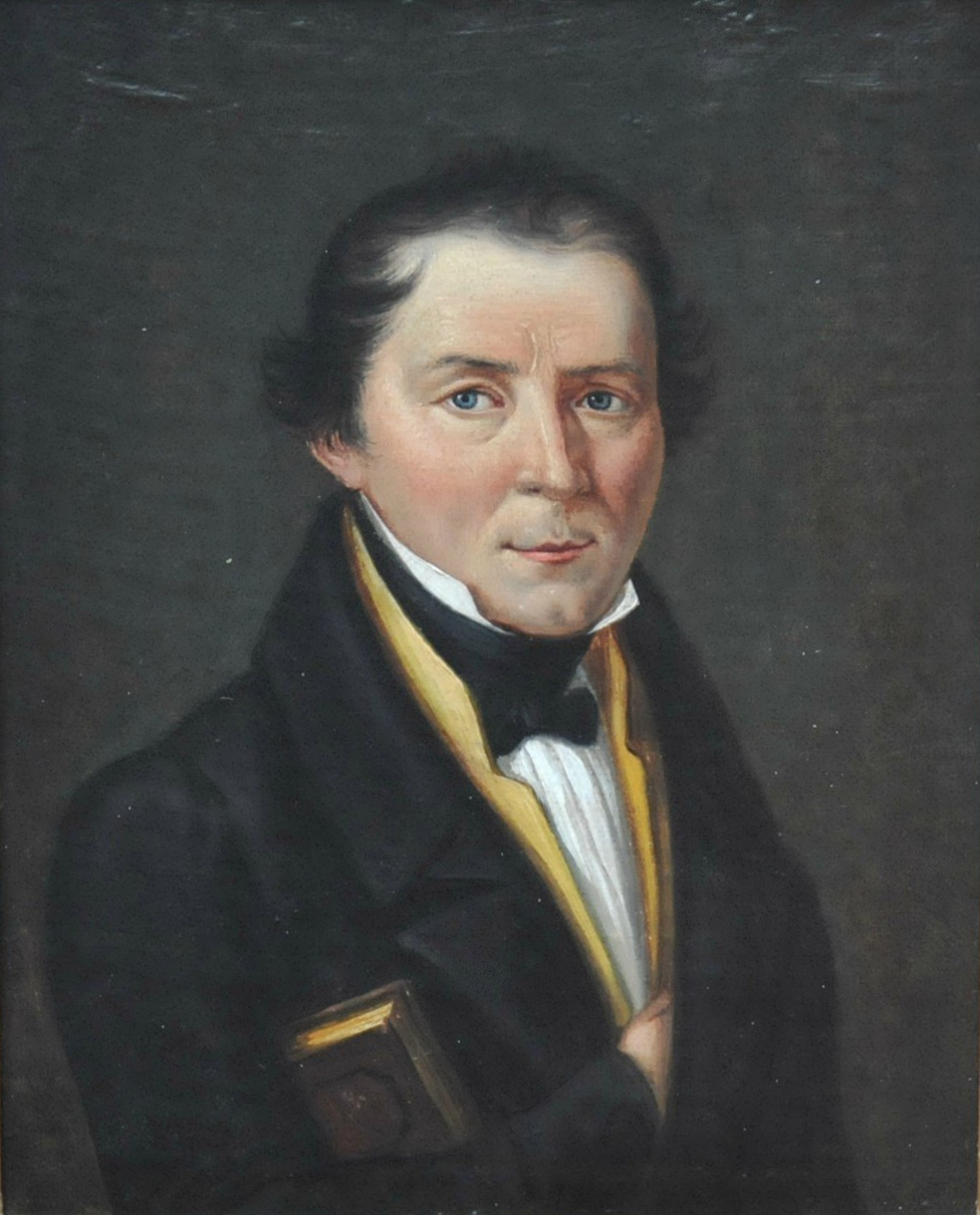
Matija Čop (etwa 1830)

Matija Čop (ausgesprochen [maˈtiːja ˈtʃɔp]; * 26. Januar 1797 in Žirovnica (Oberkrain), heute Slowenien; † 6. Juli 1835 in Tomacevo, heute Stadtgemeinde Ljubljana), auf Deutsch auch als Matthias Tschop bekannt, war ein slowenischer Sprachforscher, Literaturhistoriker, Literaturkritiker, Lehrer und Bibliothekar.

## Leben
Čop wurde in der kleinen Stadt Žirovnica im nördlichen Krain in der damaligen Habsburgermonarchie (heute in Slowenien) in eine relativ wohlhabende Bauernfamilie hineingeboren. Er wurde zur Grund- und weiterführenden Schule nach Ljubljana geschickt und studierte anschließend drei Jahre lang Philosophie an den Lyzeen von Ljubljana und Wien. 1817 kehrte er aus Wien zurück und besuchte ein Priesterseminar, bis er es 1820 verließ, um Gymnasiallehrer in Rijeka, Kroatien, zu werden. 1822 zog er nach Lemberg (damals ebenfalls Teil des Kaiserreichs Österreich), wo er als Lehrer am örtlichen Lyzeum zu arbeiten begann, aber bald zum Assistenzprofessor an der Universität Lemberg befördert wurde.
1827 kehrte er nach Laibach zurück, wo er am Lyzeum zunächst als Lehrer tätig war. 1830 wurde er zum Leiter der Lyzeums-Bibliothek, dem Vorläufer der heutigen Universitätsbibliothek Ljubljana, ernannt.
Während seiner Zeit in Ljubljana wurde er ein enger Freund des Dichters France Prešeren. Er fungierte als sein Tutor und versorgte ihn mit Informationen über zeitgenössische Entwicklungen in der europäischen Literatur.
Im Jahr 1835, im Alter von 38 Jahren, ertrank Čop beim Schwimmen im Fluss Save.
Prešeren widmete seinem verstorbenen Freund das Sonnett "Vam izročím, prijat'lja dragi mani!", das er später in sein episches Gedicht "Krst pri Savici" (Die Taufe an der Savica) integrierte.

## Werk
Mit seiner Beherrschung von 19 Sprachen (einschließlich Albanisch) war Čop vielleicht der gelehrteste Slowene seiner Zeit. Obwohl er zu seinen Lebzeiten nicht viele Originalwerke veröffentlichte, hatte Čop großen Einfluss auf die spätere Entwicklung der slowenischen Kultur. Im Gegensatz zu Zeitgenossen wie dem Linguisten Jernej Kopitar und dem Dichter Stanko Vraz glaubte Čop an die Möglichkeit der Entwicklung einer unverwechselbaren slowenischen Nationalkultur. Er kann somit als Vorläufer des slowenischen Nationalaufbruchs in der zweiten Hälfte des 19. Jahrhunderts angesehen werden. Seine breite kosmopolitische Ausbildung ermöglichte es ihm, das von den meisten seiner Zeitgenossen unbeachtete dichterische Talent France Prešerens zu erkennen und ihn in stilistischen und sprachlichen Fragen zu beraten.
Heute gilt Čop allgemein als einer der bedeutendsten slowenischen Intellektuellen des 19. Jahrhunderts.

## Gedenken
Mehrere Straßen, Schulen und andere Einrichtungen in ganz Slowenien tragen seinen Namen, darunter die in der Altstadt von Ljubljana Čopova ulica seinen Namen.